# Sicino
Sicino fue un mensajero griego, esclavo del estadista ateniense Temístocles. Intervino como negociador entre su amo y el rey persa Jerjes I durante la segunda guerra médica y ayudó a tender la trampa de la Batalla de Salamina.

## Biografía
Plutarco relata que Sicino era irónicamente de origen persa, mientras que otros autores como Heródoto no mencionan su procedencia o asumen que era griego de nacimiento. Sea como fuere, llevaba muchos años al servicio de Temístocles, quien lo empleaba para escoltar a sus hijos hasta la escuela (un rol llamado pedagogo, distinto de la moderna acepción de la palabra). Sin embargo, su papel en la historia cobró protagonismo en el 480 a. C., cuando Temístocles le envió de emisario a la flota de Jerjes en Salamina como parte de una habilidosa estratagema.
A diferencia de la flota del Imperio Aqueménida, los barcos griegos de la Liga Helénica pertenecían a varias ciudades-estado independientes de Grecia, de los cuales Atenas era tan sólo era la mayoritaria; el mando total de la marina, aunque supeditado a Temístocles, era detentado por el general espartano Euribíades. Éste, observando que Jerjes no parecía rápido en atacar, era partidario de aprovechar para retroceder y presentar batalla en el Peloponeso, mientras que Temístocles, sabedor de la ventaja orográfica de Salamina, abogaba por permanecer y aprovecharla para negar la superioridad numéricad de los persas. A fin de volver las tornas hacia su propia estrategia, Temístocles despachó secretamente a Sicino a la corte persa con órdenes de incitar a Jerjes a atacar.
Al llegar a su audiencia, Sicino dio a Jerjes el falso soplo de que los griegos estaban aterrorizados y de que era el momento propicio para destruirlos. Fingió revelar también que la Liga Helénica planeaba escapar por la ruta del suroeste de Salamina, con lo que aconsejó al monarca bloquear esa vía con sus mejores barcos para cortarles la huida. Jerjes dio por verdadera esta información y, desoyendo la llamada a la prudencia de su almiranta Artemisia I de Caria, ordenó un ataque total contra las posiciones helenas, enviando a su mejor flotilla lejos de la batalla para bloquear la imaginaria ruta de escape de sus enemigos. De este modo, la flota persa cayó en la trampa de Temístocles y perdió la batalla entre los estrechos de Salamina.
Tras la victoria, los atenienses persiguieron a la flota persa hasta Andros, pero Temístocles les hizo desistir, reflexionando que una persecución demasiado enconada podría desesperar a los aqueménidas hasta el punto de iniciar una batalla suicida. El general volvió a enviar a Sicino a la corte de Jerjes, ahora en Ática, dispuesto a asegurar la continuidad del engaño por si algún día se veía obligado a tener nuevos tratos con Jerjes. Sicino contó esta vez al rey que Temístocles había sido el que había hecho cesar la persecución griega como muestra de paz y de conciliación. Esta previsión resultó de enorme provecho a Temístocles, ya que en el futuro sería exiliado por su pueblo y obligado a tomar asilo en la corte persa. Como recompensa por sus servicios, Temístocles liberó a Sicino y le consiguió la ciudadanía de Tespia.
Algunos cronistas creen que Sicino podría haber sido el inventor de la "danza sicínea", un popular acto del drama satírico griego. Ateneo afirma que el autor fue un hombre llamado Sicino del que unos decían que era cretense y otros extranjero, lo que parece coincidir con la controversia sobre su origen antes mencionada. Otros no lo creen así, ya que Luciano opina que la danza fue inventada como un ritual religioso a Sabacio por una ninfa de Cibeles llamada Siquinis.